# Asprenas (Heiliger)
Asprenas (auch: Aspren oder Asprenus) (ital.: Sant’Asprenato, Sant’Aspreno, Sant’Aspremo) († um 79 in Neapel) war ein frühchristlicher Heiliger und der Überlieferung nach erster Bischof von Neapel.
Der Legende nach war Petrus, als er auf seiner zweiten Reise von Antiochia nach Rom in Neapel an Land ging, zunächst Asprenas’ Ehefrau Candida der Älteren begegnet, die durch die Begegnung unmittelbar von ihren Kopfschmerzen befreit worden war. Asprenas selbst sei schwer erkrankt gewesen, aber ebenfalls sofort kuriert worden, als er Petrus traf und habe sich dann taufen lassen. Petrus habe dann Asprenas zum Bischof über die Gemeinde der Stadt Neapel geweiht, wo er die Kapelle Santa Maria del Principo errichten ließ, aus der sich später die Basilika Santa Restituta entwickelte. Für das Bischofsamt des Asprenas wird meist ein Zeitraum von 23 Jahren angenommen. Frühester Beleg für die Existenz des Asprenas ist allerdings erst der so genannte Marmorkalender von Neapel (Calendario Marmoreo di Napoli) aus der Zeit der Kaiser Trajan und Hadrian.
Gedenktag des Heiligen ist der 3. November. Seine Gebeine sollen von Bischof Johannes IV. von Neapel zu Beginn des 9. Jahrhunderts in die Basilika Santa Restituta verbracht worden sein. Nach dem Heiligen Januarius war Asprenas der zweite, der zu einem der Stadtpatrone Neapels erklärt wurde, von denen es heute über 50 gibt.
| Personendaten    | Personendaten                                                |
| ---------------- | ------------------------------------------------------------ |
| NAME             | Asprenas                                                     |
| ALTERNATIVNAMEN  | Aspren; Asprenus; Sant'Asprenato; Sant'Aspreno; Sant'Aspremo |
| KURZBESCHREIBUNG | frühchristlicher Heiliger                                    |
| GEBURTSDATUM     | 1. Jahrhundert v. Chr. oder 1. Jahrhundert                   |
| STERBEDATUM      | um 79                                                        |
| STERBEORT        | Neapel                                                       |